# Renato César
Renato César (Maldonado, Uruguay; 16 de agosto de 1993) es un futbolista uruguayo. Juega como delantero y su equipo actual es Deportivo Maldonado de la Primera División de Uruguay.

## Trayectoria
Renato César proviene de Maldonado y llegó a Montevideo a los 16 años para jugar en las formativas del Club Nacional de fútbol.
Con aún 17 años de edad, debutó en Primera División el 4 de junio de 2011, en la derrota 0:1 frente a Rampla Juniors en el Gran Parque Central, convocado por Juan Ramón Carrasco. Luego disputó la Copa Libertadores Sub-20 y comenzó a ser llamado más asiduamente para el primer equipo por el nuevo entrenador, Marcelo Gallardo.
En el año 2014 fue cedido a préstamo al Lugano, de la Challenge League de Suiza, e integra la Selección Uruguay Sub-20 de Uruguay.
En el año 2015 fue cedido a préstamo al Liverpool, para eso tuvo que rescindir su contrato con Nacional.
En el 2016 parte a Villa Española donde anotó solo un gol.
En el 2017 parte a préstamo por un año a Palestino.

### Clubes
| Club                | País    | Año         |
| ------------------- | ------- | ----------- |
| Nacional            | Uruguay | 2010 - 2014 |
| Lugano (cedido)     | Suiza   | 2014 - 2015 |
| Nacional            | Uruguay | 2014 - 2015 |
| Liverpool           | Uruguay | 2015 - 2016 |
| Nacional            | Uruguay | 2015 - 2016 |
| Villa Española      | Uruguay | 2015 - 2016 |
| Palestino           | Chile   | 2016 - 2017 |
| Villa Española      | Uruguay | 2016 - 2017 |
| Rentistas           | Uruguay | 2017 - 2018 |
| Inter Playa         | México  | 2017 - 2018 |
| Rentistas           | Uruguay | 2018 - 2020 |
| Guayaquil City      | Ecuador | 2021 - 2023 |
| Deportivo Maldonado | Uruguay | 2024 - act. |

## Estadísticas

### Clubes
Actualizado al último partido disputado el 16 de septiembre de 2023.
| Club                     | Temporada           | Liga  | Liga  | Copas nacionales | Copas nacionales | Copas internacionales | Copas internacionales | Total | Total |
| Club                     | Temporada           | Part. | Goles | Part.            | Goles            | Part.                 | Goles                 | Part. | Goles |
| ------------------------ | ------------------- | ----- | ----- | ---------------- | ---------------- | --------------------- | --------------------- | ----- | ----- |
| Nacional · Uruguay       | 2010-11             | 1     | 0     | -                | -                | 0                     | 0                     | 1     | 0     |
| Nacional · Uruguay       | 2011-12             | 8     | 1     | -                | -                | 0                     | 0                     | 8     | 1     |
| Nacional · Uruguay       | 2012-13             | 11    | 3     | -                | -                | 3                     | 0                     | 14    | 3     |
| Nacional · Uruguay       | 2013-14             | 8     | 0     | -                | -                | 3                     | 0                     | 11    | 0     |
| Nacional · Uruguay       | Total               | 28    | 4     | -                | -                | 6                     | 0                     | 34    | 4     |
| Lugano · Suiza           | 2014-15             | 14    | 1     | 2                | 0                | 0                     | 0                     | 16    | 1     |
| Lugano · Suiza           | Total               | 14    | 1     | 2                | 0                | 0                     | 0                     | 16    | 1     |
| Liverpool · Uruguay      | 2015-16             | 11    | 1     | -                | -                | -                     | -                     | 11    | 1     |
| Liverpool · Uruguay      | Total               | 11    | 1     | 0                | 0                | 0                     | 0                     | 11    | 1     |
| Villa Española · Uruguay | 2015-16             | 10    | 0     | -                | -                | -                     | -                     | 10    | 0     |
| Villa Española · Uruguay | 2016                | 11    | 1     | -                | -                | 0                     | 0                     | 11    | 1     |
| Villa Española · Uruguay | Total               | 21    | 1     | 0                | 0                | 0                     | 0                     | 21    | 1     |
| Palestino · Chile        | 2017-C              | 3     | 1     | -                | -                | -                     | -                     | 1     | 0     |
| Palestino · Chile        | Total               | 3     | 1     | 0                | 0                | 0                     | 0                     | 3     | 1     |
| Guayaquil City · Ecuador | 2021                | 27    | 3     | -                | -                | 2                     | 0                     | 29    | 3     |
| Guayaquil City · Ecuador | 2022                | 29    | 8     | 1                | 0                | -                     | -                     | 30    | 8     |
| Guayaquil City · Ecuador | 2023                | 18    | 0     | 0                | 0                | -                     | -                     | 18    | 0     |
| Guayaquil City · Ecuador | Total               | 74    | 11    | 1                | 0                | 2                     | 0                     | 77    | 11    |
| Total en su carrera      | Total en su carrera | 151   | 19    | 3                | 0                | 8                     | 0                     | 162   | 19    |

## Palmarés

### Torneos nacionales
| Título                    | Club     | País    | Año  |
| ------------------------- | -------- | ------- | ---- |
| Campeonato Uruguayo       | Nacional | Uruguay | 2011 |
| Campeonato Uruguayo       | Nacional | Uruguay | 2012 |
| Segunda División de Suiza | Lugano   | Suiza   | 2015 |